# Gewog di Toetsho
Il gewog di Toetsho è uno degli otto raggruppamenti di villaggi del distretto di Trashiyangtse, nella regione Orientale, in Bhutan.